# PanDaemonAeon
PanDaemonAeon es un DVD de Cradle Of Filth, originalmente hecho en VHS en 1999. Es ante todo un escaparate para la banda de la primera promoción de vídeo para la canción "From the cradle to enslave", tomada del EP del mismo nombre. El vídeo fue dirigido por Alex Chandon, que pasaría a producir más promo clips y DVD documentales para la banda, así como el largometraje "Cradle of fear". Este DVD contiene dos versiones del vídeo: sin censura con desnudos y gore, y una versión "limpia" para MTV. También se incluyen un "making-of" documental y un corto show en vivo, grabado en el Astoria en Londres 5 de junio de 1998.